# Porta Adriana
Porta Adriana, anche detta Port'Aurea Nova, è una porta cittadina di Ravenna, che si trova all'estremo ovest di via Cavour, nei pressi di piazza Baracca, sul limitare del centro storico della città.

## Storia

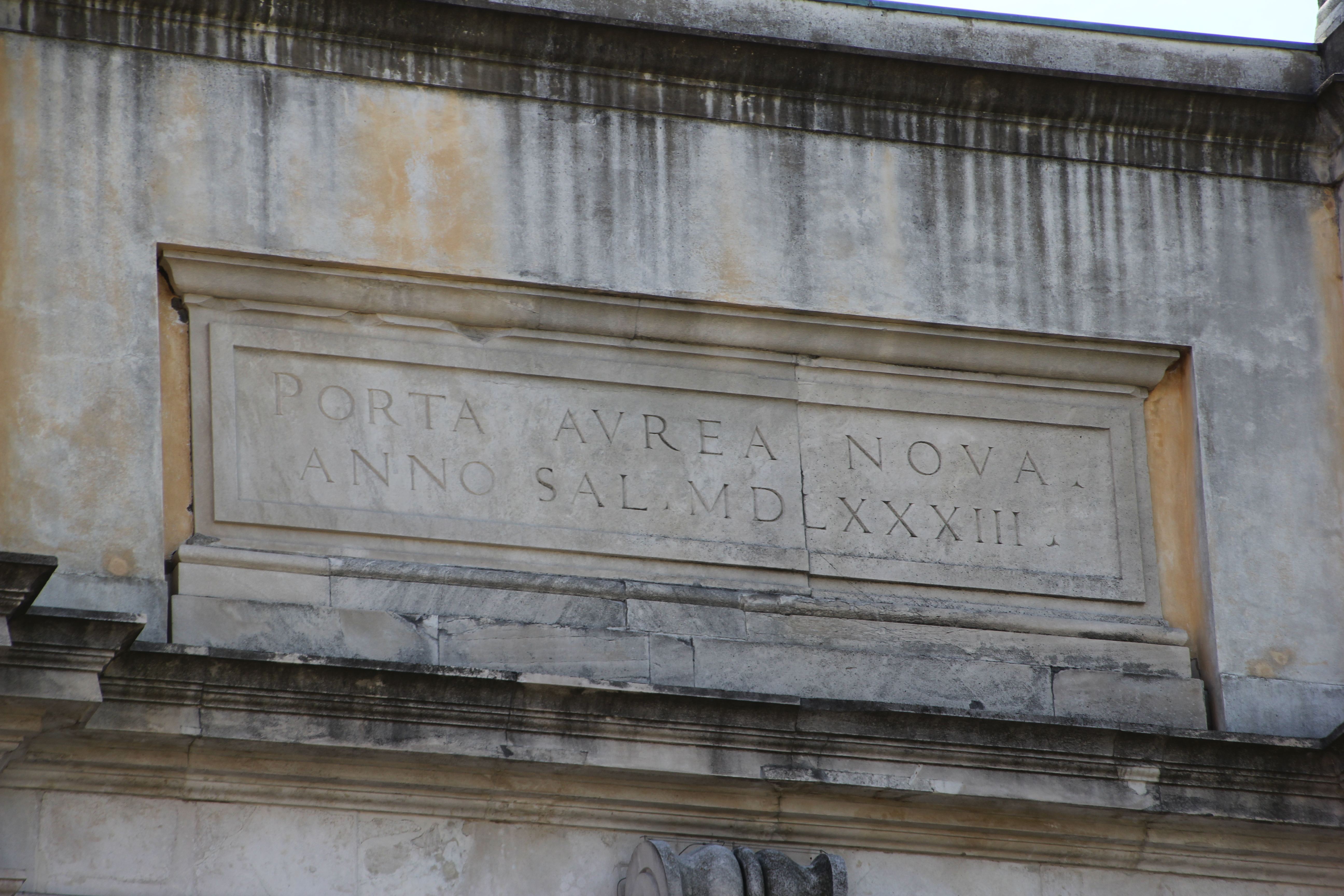
Dettaglio dell'epigrafe

Le origini della prima porta Adriana sono incerte, tuttavia è già presente in carte dell'XI secolo che la pongono adiacente ad un canale proveniente dal fiume Po. Il nome attuale risale al Medioevo ed è da attribuire ad una famiglia aristocratica.
La costruzione dell'edificio attuale iniziò nel 1582 per volere del cardinale Guido Luca Ferrero e terminò l'anno seguente con l'apposizione di un'epigrafe (scomparsa e poi ricollocata nel 1904):
(Targa riportante nome della porta e anno di conclusione dei lavori.)
Alla porta fu quindi assegnato un nuovo nome (già nota anche come Giustiniana), dovuto all'utilizzo di marmi decorativi provenienti dall'appena demolita port'Aurea. Effettuando il giro delle mura in senso orario, a poche decine di metri vi era Porta Teguriense (che apriva verso via San Vitale) e poi Porta Serrata.
Nel 1615 il cardinale Domenico Rivarola fece restaurare la facciata interna verso la città. Ulteriori lavori si ebbero nel 1857, quando il pontefice Pio IX visitò la città.